# 코즐로프긴귀박쥐
코즐로프긴귀박쥐(Plecotus kozlovi)는 애기박쥐과에 속하는 박쥐의 일종이다. 중국과 몽고의 고비 사막과 타클라마칸 사막, 차이다무 분지에서 발견된다.

## 특징
작은 박쥐로 전완장은 43~46mm이고 꼬리 길이는 46~52mm이다. 발 길이는 7.5~9mm, 귀 길이는 34~38.5mm이다. 털이 길고 무성하다. 등 쪽 털은 밝은 갈색빛 노랑이지만 배 쪽은 희끄무레하다. 주둥이는 원뿔형이다.

## 생태
먹이는 곤충이다.

## 분포 및 서식지
몽골 남중부와 중국 신장 위구르 자치구 서부, 칭하이성 중부, 내몽골 중서부에 널리 분포한다.